# Зюбриха
Зюбриха (укр. Зюбриха) — село в Уманском районе Черкасской области Украины.

## История
В июле 1995 года Кабинет министров Украины утвердил решение о приватизации находившегося здесь совхоза.
Население по переписи 2001 года составляло 421 человек.

## Местный совет
19124, Черкасская обл., Монастырищенский р-н, с. Зюбриха, ул. Центральная, 7